# 2003 UG292
2003 UG292, também escrito como 2003 UG292, é um objeto transnetuniano que está localizado no Cinturão de Kuiper, uma região do Sistema Solar. Este corpo celeste é classificado como um cubewano. Ele possui uma magnitude absoluta de 7,1 e tem um diâmetro estimado com 167 km.

## Descoberta
2003 UG292 foi descoberto no dia 23 de outubro de 2003 pelo astrônomo Marc W. Buie.

## Órbita
A órbita de 2003 UG292 tem uma excentricidade de 0,114 e possui um semieixo maior de 44,113 UA. O seu periélio leva o mesmo a uma distância de 39,080 UA em relação ao Sol e seu afélio a 49,145 UA.